# کنجی کیکاوادا
کنجی کیکاوادا (انگلیسی: Kenji Kikawada؛ زادهٔ ۲۸ اکتبر ۱۹۷۴) بازیکن فوتبال اهل ژاپن است.
از باشگاه‌هایی که در آن بازی کرده‌است می‌توان به باشگاه فوتبال کاوازاکی فرونتال و باشگاه فوتبال کونسادول ساپورو اشاره کرد.